# Monster (manga)
Monster (モンスター, Monsutā) és un manga seinen escrit i il·lustrat per Naoki Urasawa, publicat per Shogakukan en el Big Comic Original entre 1994 i 2001, i tornat a ser imprès en 18 volums tankōbon. Va ser adaptat per Madhouse a una sèrie d'anime de 74 episodis, que es va emetre a la NTV del 7 d'abril del 2004 al 28 de setembre del 2005. Va ser dirigida per Masayuki Kojima, escrita per Tatsuhiko Urahata i comptava amb els dissenys dels personatges de Kitarō Kōsaka. Urasawa més tard va escriure i va il·lustrar la novel·la Another Monster, una història complementària a la del manga, simulant el punt de vista d'un reporter d'investigació; va ser publicat per Shogakukan en el 2002.
L'anime va ser emès en català al K3 amb el nom de Monstre.

## Argument
En Kenzô Tenma, un neurocirurgià japonès, emigra a Alemanya per treballar de la medicina, ampliar la seva experiència professional i investigar nous procediments operatoris. Treballant en un dels hospitals més importants de Düsseldorf, a l'Alemanya Occidental de l'any 1986, només fa que ampliar la seva reputació com a metge gràcies als successius èxits en les seves operacions. Però un dia, Tenma es troba davant d'una situació moral de difícil decisió que el marcarà per la resta de la seva vida. El director de l'hospital l'obliga a prioritzar l'operació de l'alcalde de la ciutat, que ha tingut una trombosi cerebral, en lloc d'un nen en estat crític i amb una bala al cap que ha arribat a la sala d'operacions abans que el polític.
Fidel a la seva ètica professional, Tenma decideix operar el nen. La decisió no només suposarà l'enfrontament amb les altes esferes de l'hospital, que no entenen la decisió, sinó també el convertirà en el sospitós principal d'una sèrie de terrorífics assassinats. A partir d'aquest punt aniran sorgint dubtes que s'aniran resolent a mesura que avança la trama: Tenma és l'assassí en sèrie o el responsable d'algun dels crims? Qui és el veritable monstre?
Conflictes polítics, organitzacions clandestines, experiments secrets, assassinats, traumes psicològics, suggestió mental i acció són alguns dels elements que, en un clima de misteri, conformen aquesta obra mestra.

## Personatges principals
- Dr. Kenzô Tenma: El genial neurocirurgià japonès perseguit per la policia pels suposats crims que ha comès. El seu objectiu és matar a Johan, el nen a qui va salvar. Al llarg de la seva persecució anirà descobrint aspectes d'organitzacions i experiments secrets que li permetran comprendre per què Johan es comporta així.
- Johan Liebheart: L'anomenat monstre de la sèrie, excessivament intel·ligent, d'aspecte agradable i dolça però amb una ment assassina. S'estima molt a la seva germana bessona i li encanten els nens. Va prometre a Tenma que mai el mataria perquè se l'estima com un pare per haver-li salvat la vida. Pot doblegar la voluntat de qualsevol individu. Té un passat obscur que s'anirà descobrint amb els successius episodis de la sèrie. Suposadament, té una doble personalitat, el noi adorable, amable i atractiu i l'assassí sense escrúpols.
- Nina Fortner (Anna Liebheart): Germana bessona de Johan que deixa la carrera d'advocada per anar-lo a buscar. Sap arts marcials i s'entrena en el maneig d'armes amb l'únic objectiu de matar Johan. Coneix molts aspectes del fosc passat de Johan.
- Inspector Lunge: Inspector de la BKA, amb un TOC a la mà que li serveix per recordar la informació que li proporcionin, està convençut de la culpabilitat de Tenma. Mentre el persegueix comença a comprendre l'existència de Johan.
- Wolfgang Grimmer: Periodista freelance víctima d'experiments en un orfenat, el Kinderheim 511. Es converteix en periodista per poder treure a la llum tot allò que va passar a l'orfenat, amb proves (la seva bossa de viatge n'és plena) i testimonis com en Franz Bonaparta. Sempre està rient, no recorda ni el seu veritable nom i no experimenta cap sentiment. Té doble personalitat, la segona apareix amb Steiner el Magnífic, que era un personatge de la televisió que Grimmer veia a la televisió de l'orfenat quan era petit, aquesta personalitat es caracteritza per aparèixer quan es troba entre l'espasa i la paret, quan el posen nerviós es torna una persona violenta capaç de matar per salvar-se. Per això, Grimmer és un fugitiu
- Dieter: És un nen que Tenma va rescatar de la violència a què era sotmès, per part d'un dels seguidors de Johan. Li agrada el futbol.
- Eva Heinemann: L'expromesa de Tenma. Després de la mort del seu pare perd la seva fortuna, la decència i es torna alcohòlica. Va a la recerca de Tenma per culpar-lo dels suposats assassinats. Al llarg de la història coneixerà el monstre.

## Anime
Monster fou adaptat a anime per Madhouse, i emès a Nippon TV entre el 6 d'abril de 2004 i el 27 de setembre de 2005. També foren produïts tres episodis especials i una adaptació live-action.
A Catalunya s'estrenà per primer cop al K3 el 22 d'octubre de 2007 amb el nom de Monstre. Jonu Media llicencià i publicà els DVD de Monstre en català.

### Episodis
- 1 El Doctor Tenma
- 2 Ruïna
- 3 Assassinat
- 4 La nit de l'execució
- 5 La noia de Heidelberg
- 6 Article d'una desaparició
- 7 La mansió de la tragèdia
- 8 Perseguit
- 9 El mercenari i la nena
- 10 Esborrar el passat
- 11 Kinderheim 511
- 12 Un experiment insignificant
- 13 Petra i Schumann
- 14 L'últim home, l'última dona
- 15 Be my baby
- 16 La confessió d'en Wolf
- 17 La retrobada
- 18 Cinc cullerades de sucre
- 19 L'abisme profund del monstre
- 20 Viatge a Freinheim
- 21 Unes vacances felices
- 22 El parany d'en Lunge
- 23 La confessió de l'Eva
- 24 Al voltant d'una taula
- 25 El noi dels dijous
- 26 El bosc secret
- 27 La prova
- 28 Un sol cas
- 29 L'execució
- 30 La decisió
- 31 A plena llum del dia
- 32 Santuari
- 33 Escenes d'infantesa
- 34 La fi de la foscor
- 35 Un heroi sense nom
- 36 El monstre del caos
- 37 El monstre sense nom
- 38 El diable davant dels meus ulls
- 39 L'infern dins dels seus ulls
- 40 Grimmer
- 41 El fantasma del 511
- 42 Les aventures de Steiner el magnífic
- 43 Inspector Suk
- 44 Dobles tenebres
- 45 El rastre del monstre
- 46 Punt de contacte
- 47 Les portes del malson
- 48 El que em fa més por
- 49 La crueltat extrema
- 50 La mansió de les roses
- 51 Carta d'amor del monstre
- 52 L'advocat
- 53 La decisió
- 54 La fugida
- 55 L'habitació 402
- 56 Un viatge sense fi
- 57 Aquella nit
- 58 No suporto aquesta feina
- 59 L'home que va veure el dimoni
- 60 L'home que sabia massa
- 61 La porta dels records
- 62 Un bon àpat
- 63 Assassinats inconnexos
- 64 L'angoixa del bebè
- 65 Les petjades d'en Johan
- 66 Ja has tornat?
- 67 Ja sóc a casa
- 68 Ruhenheim
- 69 Un lloc per reposar
- 70 El poble de la massacre
- 71 La ira de Steiner el magnífic
- 72 L'home que no tenia nom
- 73 El paisatge final
- 74 L'autèntic monstre